# Битва у мыса Сан-Висенте (1719)
Битва у мыса Сан-Висенте (англ. Battle of Cape St. Vincent) — сражение между эскадрой Королевского флота Испании под командованием Родриго де Торреса-и-Моралеса и британским Королевским флотом под командованием коммодора Филипа Кавендиша в районе мыса Сан-Висенте, произошедшее 21 декабря 1719 года во время Войны четверного альянса.
Линейные 50-пушечные корабли «Толоса», "Эрмиона ", «Гваделупе» и фрегат «Фидела» под командованием Родриго де Торреса-и-Моралеса вышли из Сантандера в направлении Кадиса, стремясь избежать англо-французской эскадры, патрулировавшей Бискайский залив. По пути они захватили британский фрегат и шлюп.
21 декабря 1719 года они встретили 50-пушечные британские линейные корабли Адвайз и Норвич и 40-пушечный фрегат Дувр под командованием коммодора Кавендиша, намеревавшиеся отбить захваченные испанцами корабли. Однако в итоге после пяти часов боя британцы отступили в Гибралтар с тяжелыми повреждениями, потеряв 154 человека убитыми и ранеными. У испанцев было всего 20 убитых и 27 раненых. Эскадра со своим призом пришла в Кадис 2 января 1720 года.